# Scherpsnavel
De scherpsnavel (Oxyruncus cristatus) is een vogel uit de monotypische familie Oxyruncidae. De geslachtsnaam Oxyruncus werd door Coenraad Jacob Temminck voor het eerst gepubliceerd.

## Kenmerken
De vogel is ongeveer 17 cm lang. Van boven is de vogel olijfgroen tot grijsgroen. De borst en buik zijn licht tot lichtgeel met donkere druppelvormige vlekken. De kop heeft een geschubde tekening; de ogen zijn rood. Opvallend is verder de dunne, spitse snavel en de rode veertjes boven op de kop van het mannetje, die als een kuifje opgezet kunnen worden.

## Leefwijze
Het voedsel bestaat uit insecten en andere kleine ongewervelden. Ze foerageren alleen of in gemengde groepen en soms hangen ze op acrobatische wijze ondersteboven aan de takken.

## Verspreiding
Deze soort komt wijdverspreid voor van Costa Rica tot zuidoostelijk Brazilië in vochtige bossen tot een hoogte van 1600 meter. Er zijn vier ondersoorten:
- O. c. frater: Costa Rica en westelijk Panama.
- O. c. brooksi: oostelijk Panama.
- O. c. hypoglaucus: zuidoostelijk Venezuela, de Guyana's en noordelijk-centraal Brazilië.
- O. c. cristatus: zuidoostelijk Brazilië, oostelijk Paraguay en oostelijk Peru.

## Status
De grootte van de populatie is in 2022 geschat op 50.000-500.000 volwassen vogels. Op de Rode lijst van de IUCN heeft deze soort de status niet bedreigd.